# Donato Bramante

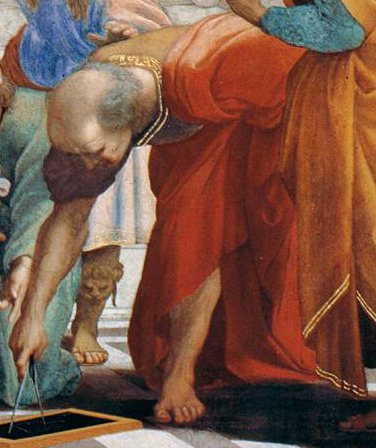
Bramante in Raffaels Fresko Die Schule von Athen

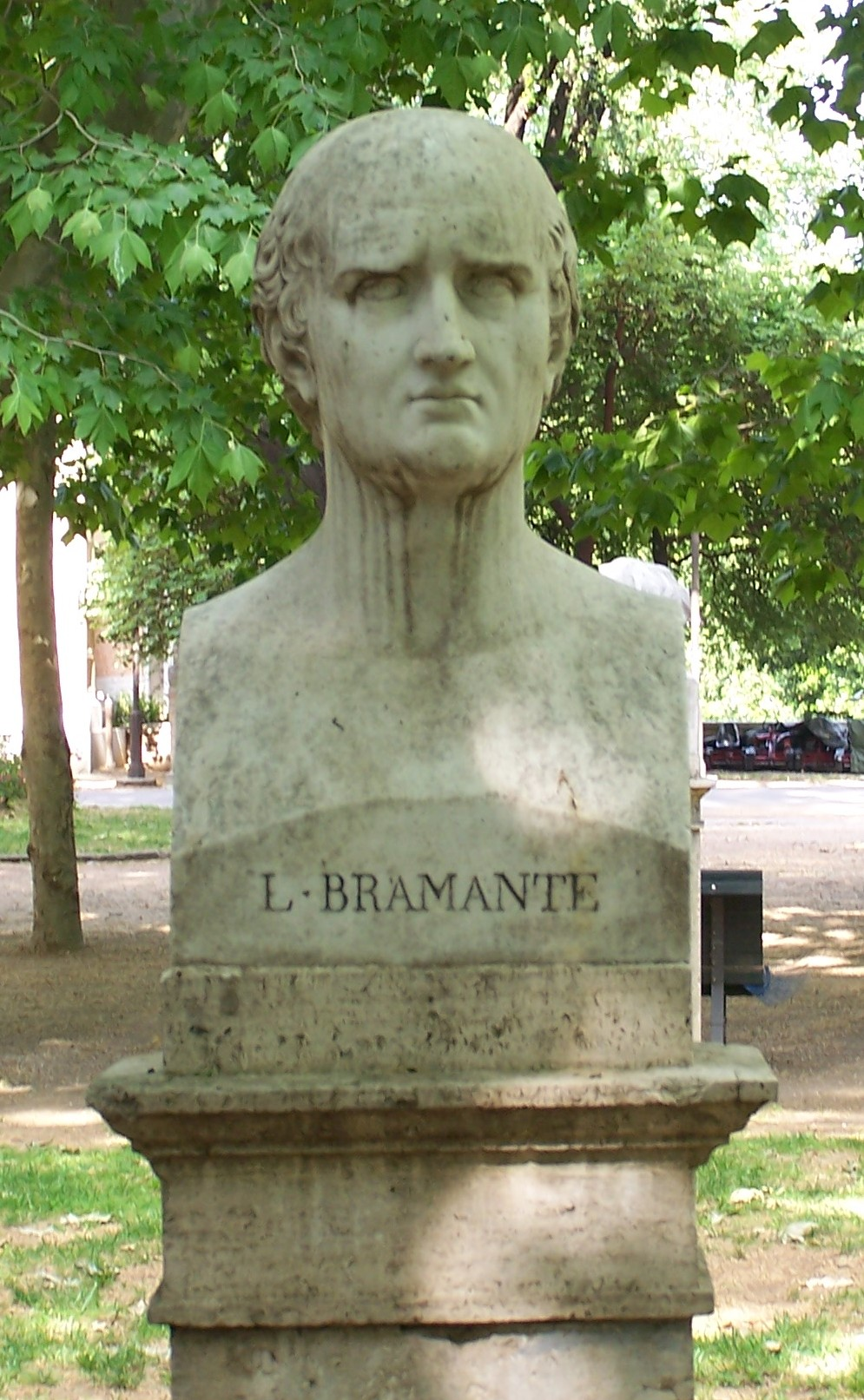
Büste des Bramante im Park der Villa Medici in Rom

Donato Bramante, eigentlich Donato di Pascuccio d’Antonio (* 1444 in Fermignano; † 11. April 1514 in Rom), war ein italienischer Maler, Baumeister und Begründer der Hochrenaissance-Architektur. Vom Großvater mütterlicherseits erhielt er den Beinamen Bramante, was „der Begehrende“ bedeutet (italienisch bramare: „heftig begehren“).

## Leben
Seine Ausbildung als Architekt erhielt er in Urbino durch Luciano Laurana. Bramante kam am Hofe der Montefeltro in Urbino erstmals mit Malerei in Kontakt. Um 1476 kam Bramante nach Mailand, 1477 war er als Fassadenmaler in Bergamo tätig. 1479 weilte er am Hof der Sforza in Mailand, wo er erste Bauten ausführte. Von 1488 bis 1492 arbeitete er am Dom von Pavia und entwarf die Kuppel und die Krypta. Um 1499 kam Bramante nach Rom. Dort schulte er sich an den antiken Ruinen der Stadt und entwickelte so seinen Baustil allmählich in Richtung der sogenannten Hochrenaissance-Architektur weiter, als deren Begründer er gilt. Dabei orientierte er sich an den Ruinen der römischen Kaiserzeit mit ihrer großangelegten, harmonischen Monumentalität.
Bramante traf in Rom ein äußerst befruchtendes künstlerisches Klima an, für das ab 1503 Papst Julius II. sorgte. Der Papst beschäftigte neben Bramante eine ganze Reihe weiterer bedeutender Künstler. Darunter waren Giuliano da Sangallo und Michelangelo. Gegen beide setzte sich Bramante durch, als es ab etwa 1504 um den Neubau des Petersdoms ging. Julius II. segnete die Entwürfe Bramantes ab, und so wurde der Neubau 1506 unter der Verantwortung Bramantes begonnen. Als Bramante am 11. April 1514 starb, ein Jahr nach dem Tod seines Gönners Papst Julius II., standen die nach Plänen eines Zentralbaus begonnenen vier Kuppelpfeiler und ein provisorischer Chor; über dem Petrusgrab erhob sich ein Schutzhaus (Tegurio).
Bramante betätigte sich auch als Maler. Nur wenige Werke sind erhalten. Zu seinen Schülern zählte auch Michele Sanmicheli.
Nach seinem Tod wurde Bramante in Santa Maria sopra Minerva bestattet, das Grab existiert heute nicht mehr.

## Hauptwerke
Mailand
- Santa Maria presso San Satiro, um 1480
- Santa Maria delle Grazie (Chor mit Kuppel), 1492–98

Rom
- Tempietto di Bramante, 1502
- Santa Maria della Pace (Klosterhof mit Kreuzgang), 1504
- San Pietro in Vaticano (Petersdom), ab 1506
- Palazzo Caprini, ab 1508

Sonstige
- Abtei Montecassino: Kreuzgang des Bramante, 1595
- Torre di Bramante am Castello Sforzesco in Vigevano

Zugeschrieben
- Nymphäum (Ninfeo di Bramante) östlich unterhalb des Ortshügels von Genazzano bei Palestrina in Lazio
- Kuppel der Kirche Santa Maria Maddalena in Capranica Prenestina bei Palestrina

## Die Bramante-Treppe
Vermutlich hatte Julius II. gleich nach seiner Wahl zum Papst 1503 Bramante beauftragt, das Belvedere mit der Stadt zu verbinden, der erste erhaltene Rechnungsbeleg stammt allerdings aus dem Jahr 1512, als die Arbeiten noch andauerten. Dazu schuf Bramante einen von Säulen gestützten, 19 Meter hohen Aufgang, der ohne Stufen spiralförmig ansteigt und auch von Reitern genutzt werden konnte. Von außen betrachtet erscheint der Aufgang als Turm mit quadratischem Grundriss, nur die unterschiedlich hohen Rundbogenfenster der obersten Ebene geben einen Hinweis auf die ansteigende Rampe im Inneren.
Dieses besteht aus vier vollständigen und einer halben Spiralwindung, die auf der Innenseite mit insgesamt 36 Säulen aus grauem Granit versehen sind. Die Säulenordnung ändert sich mit jeder Spiralwindung. Auf die 8 Säulen in toskanischer Ordnung der untersten Windung folgen jeweils 8 Säulen in dorischer und ionischer Ordnung sowie abschließend 12 Säulen in Kompositordnung. Der Durchmesser der Säulen halbiert sich beinahe auf dem Weg von unten nach oben, ihre Länge bleibt gleich. Die Schräge der Windungen wird durch Scamilli ausgeglichen, Blöcke mit dreieckigem Querschnitt unterhalb der Basen und oberhalb der Kapitelle aus Travertin.
Diese originale Bramante-Treppe (italienisch Scala del Bramante) befindet sich im Museo Pio-Clementino. Am Ausgang der Vatikanischen Museen befindet sich eine weitere Wendeltreppe: eine doppelläufige Spiraltreppe, die 1931/32 von Giuseppe Momo geschaffen wurde. Wegen der baulichen Ähnlichkeit wird sie gelegentlich ebenfalls als „Bramante-Treppe“ bezeichnet. Dieselbe Bezeichnung wird auch auf eine Treppe mit eigenwilliger Architektur angewendet, die sich in dem von Stephan Braunfels entworfenen Marie-Elisabeth-Lüders-Haus im Regierungsviertel von Berlin befindet.

## Eponyme
Nach Bramante ist ein Merkurkrater sowie der Asteroid (12147) Bramante benannt.